# Punta Penia
La Punta Penia (3.343 msnm) és el cim més alt de la Marmolada i de totes les Dolomites. Es troba a la frontera entre la Província de Belluno (Vèneto) i la Província de Trento (Trentino-Alto Adige).
La primera pujada a la Punta Penia es remunta al 28 setembre de 1864. El primer escalador va ser el vienès Paul Grohmann, el pioner d'alpinisme dolomític, amb els guies de Cortina d'Ampezzo Angelo Dimai i Fulgenzio Dimai, al llarg de l'actual via normal o "de la glacera".
Dalt del cim hi ha un petit refugi: Cabana Punta Penia.